# Мехия, Роберт
Роберт Андрес Мехия Наваррете (исп. Robert Andrés Mejía Navarrete; род. 6 октября 2000, Пуэрто-Техада, Каука) — колумбийский футболист, полузащитник клуба «Атлетико Насьональ».

## Клубная карьера
Мехия — воспитанник клуба «Депортес Киндио». В 2016 году игрок подписал контракт с «Бока Хуниорс Кали». 26 марта в матче против «Депортес Киндио» он дебютировал в колумбийской Серии B. В 2019 году Роберт выступал за «Университарио Попаян». В начале 2020 года Мехия перешёл в «Онсе Кальдас». 17 февраля в матче против «Атлетико Хуниор» он дебютировал в Кубке Мустанга. 2 ноября в поединке против «Индепендьенте Медельин» Роберт забил свой первый гол за «Онсе Кальдас». 
Летом 2022 года Мехия был арендован турецким клубом «Гиресунспор». 13 августа в матче против «Галатасарая» он дебютировал в турецкой Суперлиге. 5 ноября в поединке против «Истанбулспора» Роберт забил свой первый гол за «Гиресунспор». 
Летом 2023 года Мехия на правах аренды перешёл в «Атлетико Насьональ». 14 августа в матче против «Атлетико Букараманга» он дебютировал за новую команду.     

## Международная карьера
В 2017 году в составе юношеской сборной Колумбии Мехия принял участие в юношеском чемпионате Южной Америки в Чили. На турнире он принял участие в матчах против команд Уругвая, Боливии, Венесуэлы, Бразилии, Парагвая, а также дважды против Эквадора и Чили.
В том же году в составе юношеской сборной Колумбии Мехия принял участие в юношеском чемпионате мира в Индии. На турнире он принял участие в матчах против команд Ганы, США, Индии и Германии.